# Сан-Камилло-де-Леллис-альи-Орти-Саллюстани (титулярная церковь)
Титулярная церковь Сан-Камилло-де-Леллис-альи-Орти-Саллюстани — титулярная церковь была создана Папой Павлом VI 5 февраля 1965 года апостольской конституцией «Sacris Romanae Ecclesiae». Титулярная церковь принадлежит базилике Сан-Камилло-де-Леллис, которая была построена в понтификат Папы римского Пия X и возведена в приходскую 10 мая 1910 года кардиналом-викарием Пьетро Респиги указом «Per costitutionem». Титулярная церковь расположена в районе Рима Саллустиано, на пересечении улиц Саллюстиана и Пьемонтской. В настоящее время церковью руководят монахи ордена регулярных клириков — служителей больных (камиллианцы). Когда Павел VI учредил титулярную церковь, то церковь стала малой базиликой.

## Список кардиналов-священников титулярной церкви Сан-Камилло-де-Леллис-альи-Орти-Саллюстани
- Поль Зуграна — (25 февраля 1965 — 4 июня 2000, до смерти);
- Хуан Луис Сиприани Торн — (21 февраля 2001 — по настоящее время).